# 룽윈

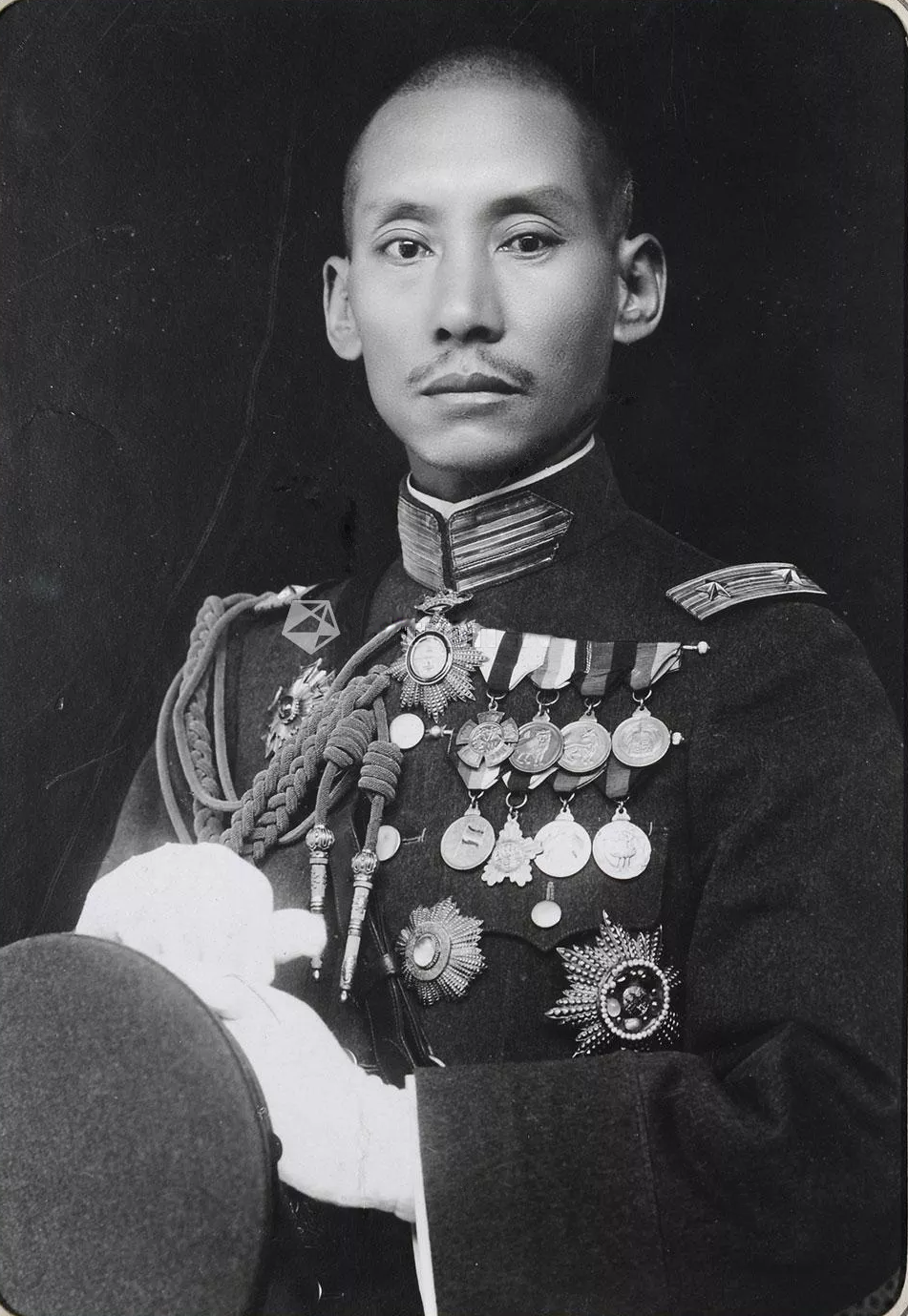
룽윈

룽윈(龍雲)은 운남의 군벌이다. 1927년부터 1945년 10월까지 중국 윈난성 총독이자 군벌이었으며, 장개석의 명령에 따라 두유밍이 쿠데타("쿤밍 사건"으로 알려짐)로 전복되었다.